# Little Know It All
«Little Know It All» — песня, совместно записанная панк-рок-группой Sum 41 и Игги Попом для альбома Игги Skull Ring. Позже они вместе исполнили песню на «Позднем шоу с Дэвидом Леттерманом» (англ. Late Show with David Letterman). Позже Игги сказал, что выбрал Sum 41, потому что «они парни с яйцами».

## Видео
Есть два клипа на песню, одна версия выпущена для США, а вторая для Европы.

## Список композиций
1. Little Know It All (3:34)

## Исполнители
- Джеймс «Iggy Pop» Остерберг — ведущий вокал
- Дерик «Bizzy D» Уибли — бэк-вокал, гитара
- Дэйв «Brownsound» Бэкш — гитара
- Джейсон «Cone» МакКэслин — бас-гитара
- Стив «Stevo 32» Джоз — барабаны